# Abulfat Aliyev
Abulfat Asad oglu Aliyev (en azerí: Əbülfət Əsəd oğlu Əliyev; Shusha, 30 de diciembre de 1926-Bakú, 27 de diciembre de 1990) fue un cantante de mugam y de ópera de Azerbaiyán, que obtuvo en 1964 la distinción de Artista del Pueblo de la República Socialista Soviética de Azerbaiyán.

## Biografía
Abulfat Aliyev nació el 30 de diciembre de 1926 en Shusha. Después de la muerte de su padre, su familia se mudó a Fuzuli. Continuó su educación en Agdam.
Desde 1945 fue solista de la Filarmónica Estatal de Azerbaiyán. Entre 1956 y 1962 interpretó en el Teatro de Ópera y Ballet Académico Estatal de Azerbaiyán. Realizó giras por Irán, Siria, Guinea, Ghana, Líbano. Abulfat Aliyev participó en el Congreso Internacional de Música de Moscú en 1971 y recibió una insignia y un diploma de la UNESCO por su alto rendimiento.
Abulfat Aliyev falleció el 27 de diciembre de 1990 en Bakú y fue enterrado en el Segundo Callejón de Honor.

## Premios y títulos
- 1958 - Artista de Honor de la RSS de Azerbaiyán
- 1964 - Artista del Pueblo de la RSS de Azerbaiyán